# Inchy-en-Artois
Pour l’article homonyme, voir Inchy.
Inchy-en-Artois est une commune française située dans le département du Pas-de-Calais en région Hauts-de-France. Ses habitants sont appelés les Inchiaquois. La commune est membre de la communauté de communes Osartis Marquion.

## Géographie

### Localisation
Localisée dans le sud-est du département du Pas-de-Calais et limitrophe du département du Nord, Inchy-en-Artois est une commune traversée par le canal du Nord et située, à vol d'oiseau, à 12 km à l'ouest de la commune de Cambrai et à 23 km au sud-est de la commune d’Arras (chef-lieu d'arrondissement et préfecture du Pas-de-Calais).
Le territoire de la commune est limitrophe de ceux de sept communes, dont trois, Boursies, Doignies et Mœuvres, dans le département du Nord.
Les communes limitrophes sont  Baralle, Boursies, Buissy, Doignies, Mœuvres, Pronville-en-Artois et Sains-lès-Marquion.

### Géologie et relief
La superficie de la commune est de 11,06 km2 ; son altitude varie de 48  à   97 m.

### Hydrographie

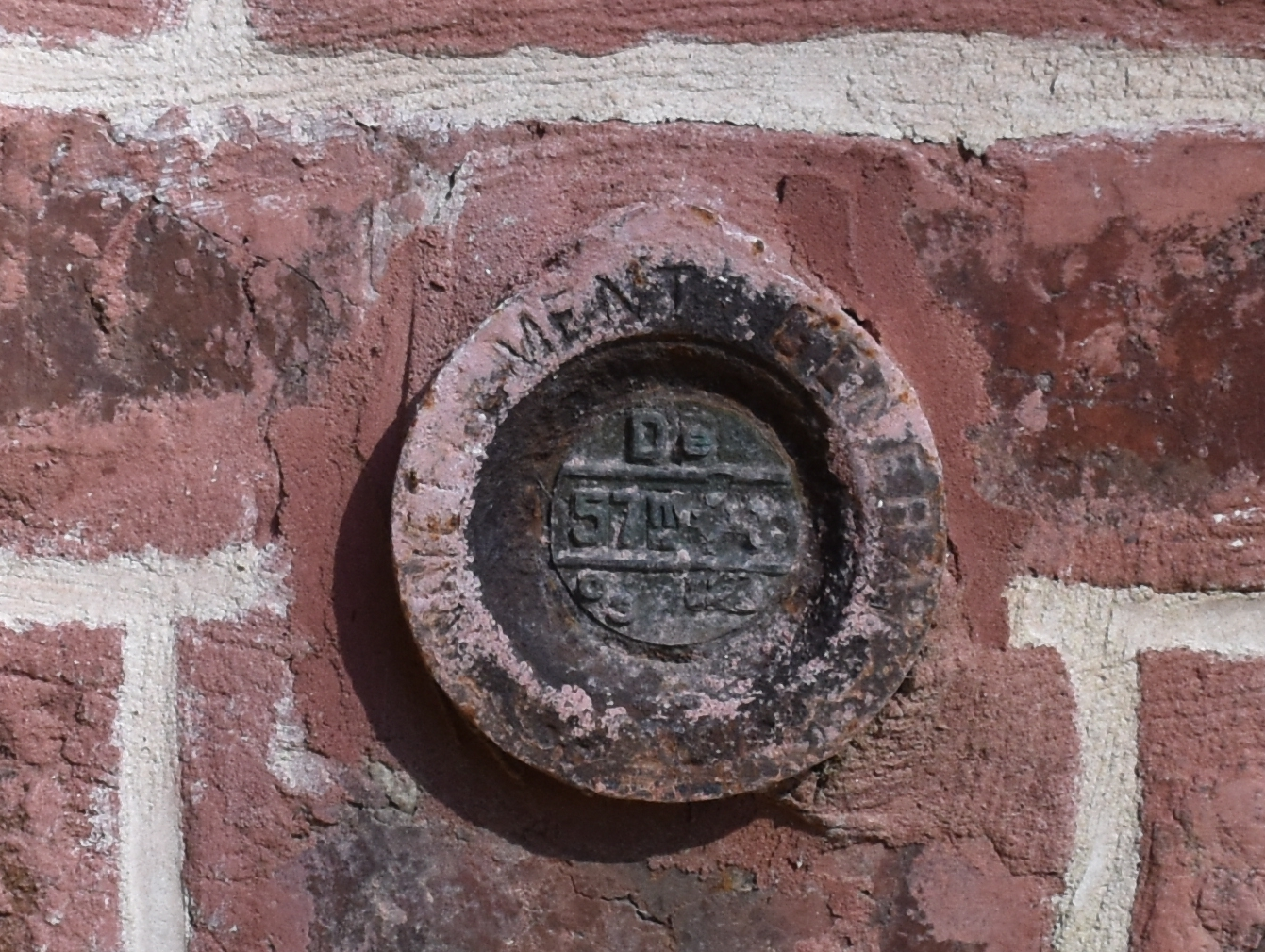
Borne de nivellement sur le mur de l'église- Altitude 57 m.

Le territoire de la commune est situé dans le bassin Artois-Picardie.
La commune est traversée par le canal du Nord, canal ou chenal navigable de 75,56 km, qui prend sa source dans la commune de Rouy-le-Grand et se jette dans la Somme Canalisée au niveau de la commune de Biaches, et par l'Agache, cours d'eau d'une longueur de 11,54 km, qui prend sa source dans la commune et finit sa course dans la commune de Palluel.

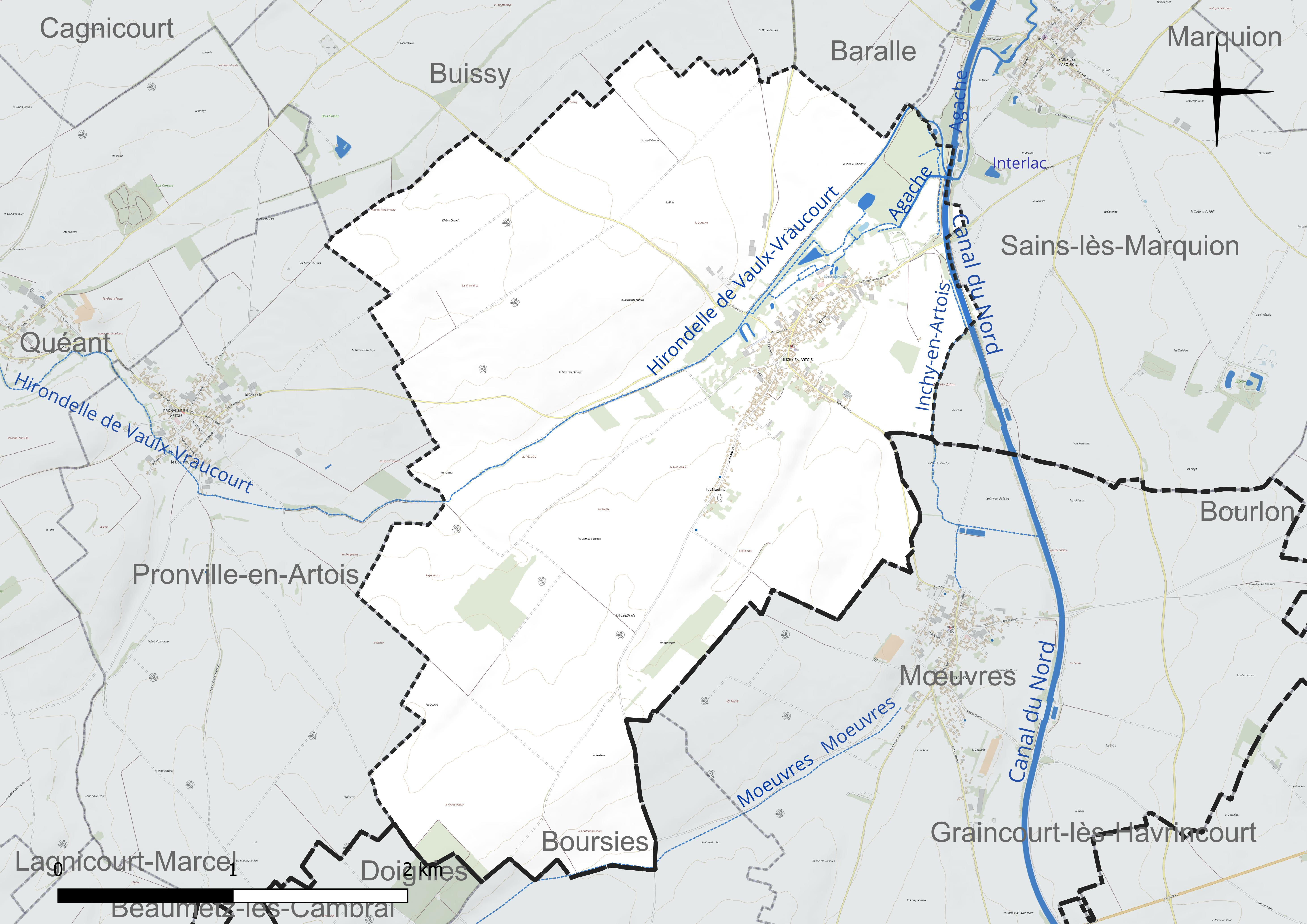
Réseau hydrographique d'Inchy-en-Artois.

### Climat
Pour des articles plus généraux, voir Climat des Hauts-de-France et Climat du Pas-de-Calais.
En 2010, le climat de la commune est de type climat océanique dégradé des plaines du Centre et du Nord, selon une étude du CNRS s'appuyant sur une série de données couvrant la période 1971-2000. En 2020, Météo-France publie une typologie des climats de la France métropolitaine dans laquelle la commune est exposée à un climat océanique et est dans la région climatique Nord-est du bassin Parisien, caractérisée par un ensoleillement médiocre, une pluviométrie moyenne régulièrement répartie au cours de l’année et un hiver froid (3 °C).
Pour la période 1971-2000, la température annuelle moyenne est de 10,5 °C, avec une amplitude thermique annuelle de 14,8 °C. Le cumul annuel moyen de précipitations est de 687 mm, avec 12,1 jours de précipitations en janvier et 9,2 jours en juillet. Pour la période 1991-2020, la température moyenne annuelle observée sur la station météorologique la plus proche, située sur la commune d'Épinoy à 10 km à vol d'oiseau, est de 10,9 °C et le cumul annuel moyen de précipitations est de 702,9 mm,. Pour l'avenir, les paramètres climatiques de la commune estimés pour 2050 selon différents scénarios d'émission de gaz à effet de serre sont consultables sur un site dédié publié par Météo-France en novembre 2022.

### Paysages
Pour un article plus général, voir Paysage en France.
La commune est située dans le paysage régional des grands plateaux artésiens et cambrésiens tel que défini dans l’atlas des paysages de la région Nord-Pas-de-Calais, conçu par la direction régionale de l'Environnement, de l'Aménagement et du Logement (DREAL),. Ce paysage régional, qui concerne 238 communes, est dominé par les « grandes cultures » de céréales et de betteraves industrielles qui représentent 70 % de la surface agricole utilisée (SAU).

### Milieux naturels et biodiversité

#### Espèces faunistiques et floristiques
L’Inventaire national du patrimoine naturel (INPN) recense plusieurs espèces faunistiques et floristiques sur le territoire de la commune dont certaines sont protégées et d’autres menacées et quasi-menacées.

## Urbanisme

### Typologie
Au 1er janvier 2024, Inchy-en-Artois est catégorisée commune rurale à habitat dispersé, selon la nouvelle grille communale de densité à sept niveaux définie par l'Insee en 2022.
Elle est située hors unité urbaine et hors attraction des villes,.

### Occupation des sols
L'occupation des sols de la commune, telle qu'elle ressort de la base de données européenne d’occupation biophysique des sols Corine Land Cover (CLC), est marquée par l'importance des territoires agricoles (94,6 % en 2018), en diminution par rapport à 1990 (96,5 %). La répartition détaillée en 2018 est la suivante : 
terres arables (87,2 %), prairies (7,3 %), zones urbanisées (3,5 %), forêts (1,9 %). L'évolution de l’occupation des sols de la commune et de ses infrastructures peut être observée sur les différentes représentations cartographiques du territoire : la carte de Cassini (XVIIIe siècle), la carte d'état-major (1820-1866) et les cartes ou photos aériennes de l'IGN pour la période actuelle (1950 à aujourd'hui).

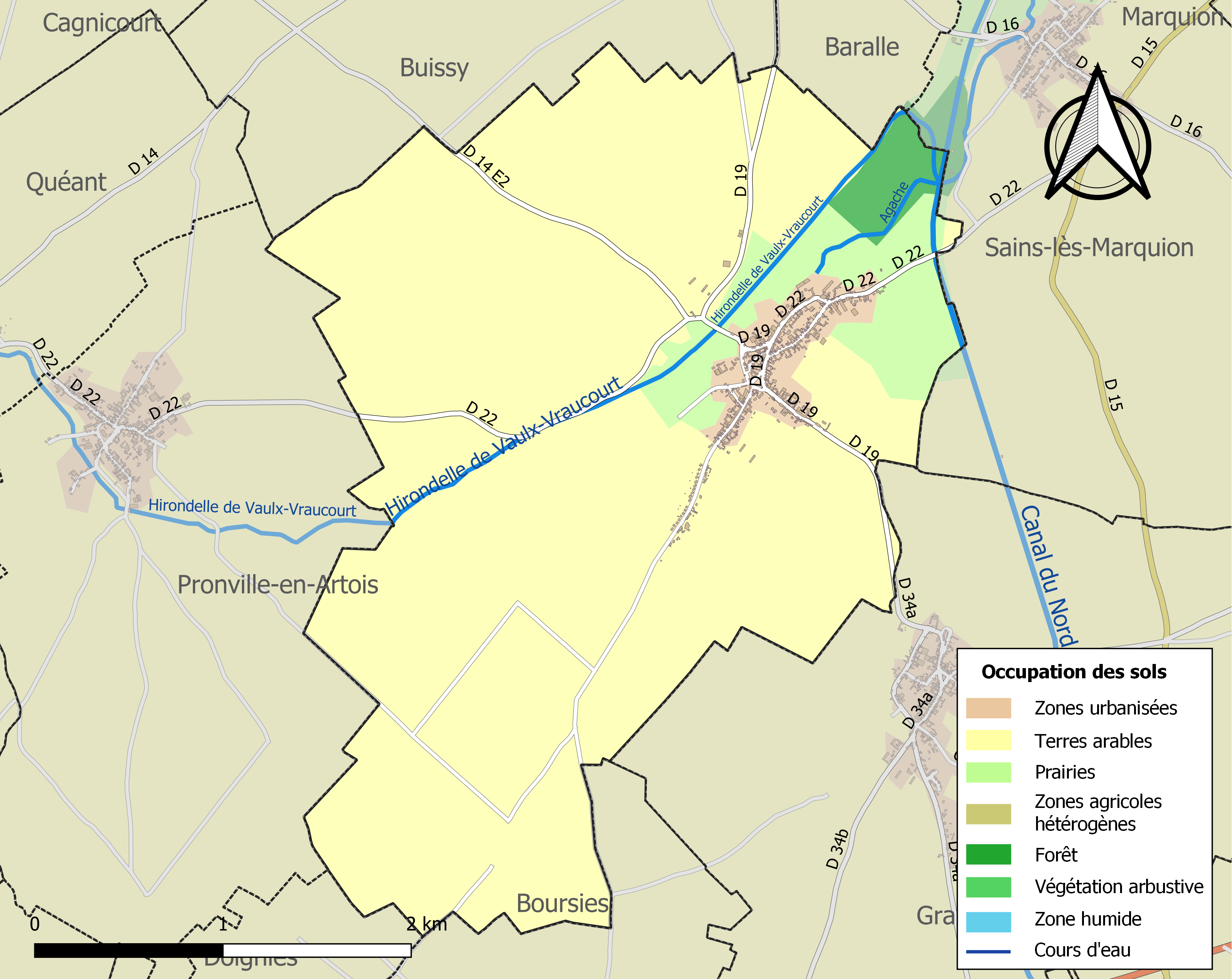
Carte des infrastructures et de l'occupation des sols de la commune en 2018 (CLC).

### Voies de communication et transports

#### Transport ferroviaire
De 1880 à 1969, la commune est desservie par une ancienne ligne de chemin de fer, la ligne de Boisleux à Marquion.

## Toponymie
Le nom de la localité est attesté sous les formes 	Incys (1047) ; Inciacum (1095) ; Incis (1096) ; Inceium (XIe siècle) ; Incy (XIIe siècle) ; Hinci (1157) ; Ynci (XIIe siècle) ; Inci (1226) ; Inchiacum (1244) ; Enchi (1260) ; Ynchi (1286) ; Ienchy (1337) ; Ynchy (XVe siècle) ; Hinchy (1704) ; Inchy-en-Artois (XVIIIe siècle).
L’Artois est un pays traditionnel et une province du royaume sous l’Ancien Régime, ayant pour capitale Arras, aujourd’hui inclus principalement dans le département du Pas-de-Calais.

## Histoire
Une abbaye a été implantée à Inchy. Sa fondation remonterait au XIe siècle. La seigneurie de Lugy en dépendait en partie au XVIIe siècle.
Avant la Révolution française, Inchy était le siège d'une seigneurie.
Les seigneurs d'Inchy ont fait construire un château sur la commune.
Avant 1702, le prince de Chimay Philippe de Croÿ-Chimay d'Arenberg détient la seigneurie d'Inchy.
Robert Huvino II (1653-1740) est seigneur de Bourghelles, Inchy-en-Artois, Villers (sans doute Villers-lès-Cagnicourt), Cagnicourt, Meurchin. Il est le fils de Robert Huvino Ier, bourgeois de Lille, et d'Adrienne Brœucq. Il nait à Lille en janvier 1653 (baptisé le 10 janvier 1653) et meurt à Lille le 14 mai 1740, à l'âge de 87 ans, inhumé le lendemain dans l'église Sainte-Catherine de Lille. Anobli le 19 juillet 1696 par l'achat d'une charge de conseiller secrétaire du roi en la grande chancellerie de France qui lui coûta 57 000 livres, il acquiert la bourgeoisie de Lille le 11 janvier 1697, devient sous-doyen de la grande chancellerie de Flandre. Il a acheté le 6 octobre 1698 à Philippe-Ignace-François de Gottignies  la terre de Bourghelles pour le prix principal de 66 500 florins. Il acquiert la seigneurie d'Inchy-en-Artois en vertu d'un décret de la Cour du Parlement de Paris, en 1702, sur Philippe de Croÿ-Chimay d'Arenberg, prince de Chimay, alors décédé, et Maximilienne de Grave son épouse. Elle ne forme qu'un seul fief avec les seigneuries de Cagnicourt et de Villers, en vertu de lettres patentes du 28 juillet 1606, mais elle en est séparée en application du partage fait le 28 décembre 1747 entre les fils de Robert Huvino. Il épouse à Lille le 19 février 1696 Marie-Angélique Le Comte (1672-1720), fille de François-Daniel, écuyer, seigneur du Bus et de Catherine Grau. Marie-Angélique nait le 26 août 1672 et meurt le 11 janvier 1720, inhumée dans l'église Sainte-Catherine de Lille.
Pierre-Robert-Martin Huvino (1698-1775), écuyer, est seigneur de Bourghelles, Inchy-en-Artois, Cagnicourt, Villers, Meurchin. Fils de Robert II, il est baptisé à Lille le 2 août 1698), devient bourgeois de Lille le 7 août 1738, gentilhomme ordinaire du roi, rewart (chargé de la police) de Lille. Il meurt le 11 février 1775, à 76 ans, est enterré dans le chœur de l'église de Bourghelles. Il se marie à Lille le 17 février 1738 avec Marie-Madeleine-Julie de Montmonnier (1718-1741), fille de François-Alexandre, écuyer, capitaine grand bailli de La Motte au Bois, et de Marie-Robertine de Surmont. Née en 1718, elle meurt à Lille le 16 février 1741. Il épouse ensuite à Lille le 17 septembre 1742 Angélique-Caroline-Joseph Frans (1720-1790) (elle a 22 ans, il a 44 ans), fille d'Alexis-François écuyer, seigneur de la Hamayde et de la Chapelle, et de Marie-Françoise de Rogier. La seconde épouse est baptisée à Lille le 24 octobre 1720 et meurt le 5 juin 1790, à 69 ans.
Robert-François-Joseph-Étienne Huvino, écuyer, fils de Robert II, frère de Pierre-Robert-Martin, seigneur d'Inchy, est baptisé à Lille le 2 juin 1708. Il bénéficie le 11 décembre 1769 d'une reconnaissance de noblesse. Il est chevalier de Saint-Louis, ancien capitaine au régiment de Lionnais. Il demeure ordinairement en son château d'Inchy Il se marie à Lille le 3 avril 1758 avec Marie-Joseph-Thérèse Zouche, fille d'Alexandre Zouche, écuyer puis chevalier, seigneur de La Lande, La Beuvrière (Labeuvrière?), Beugin, lieutenant-colonel au régiment de Conti, chevalier de Saint-Louis, commandant pour le roi au gouvernement d'Arras, convoqué aux assemblées des nobles de Flandre par ordonnance du 14 janvier 1717, ayant obtenu en 1718 un brevet lui accordant le titre de chevalier et de Marie-Joseph-Thérèse Deschamps. Elle nait à Lille en octobre 1725 et meurt après 1789,.
Pierre-François-Joseph Huvino vend le 26 août 1791 le château d'Inchy à Albert Despretz de Quéant. Ce dernier va être maire d'Inchy de 1816 ,à 1831.

### Première Guerre mondiale
Inchy-en-Artois est un village qui subit, durant la Première Guerre mondiale, les bombardements par l'artillerie française, tirant par batteries entières dès détection de la position des artilleurs allemands.
Selon les témoignages des soldats allemands cantonnés dans ce village lors de cette époque : « il pleuvait alors littéralement des bombes, et les camarades de pièce se faisaient déchiqueter et certains couper en deux par les explosions des bombes. »
Pour certains de ces artilleurs allemands qui considéraient le canon français de 75 comme plus précis que les leurs après ces terribles pilonnages, il était incompréhensible d'être survivant alors que tous les autres servants avaient péri. Un réflexe de courir droit devant a sauvé l'un d'entre eux qui plongea se coucher dans le fossé devant le cimetière de l'époque pour s'abriter des éclats d'obus en attendant la fin des tirs ennemis. C'est alors qu'il sentit le canon du pistolet sur sa tempe, tenu par l'un des officiers allemands, à cheval, pour se voir rapatrier à pied ainsi à leur pièce d'artillerie, comme un sous-homme[réf. nécessaire].
La commune est décorée de la croix de guerre 1914-1918 par décret du 23 septembre 1920, distinction également attribuée à 276 autres communes du Pas-de-Calais.

## Politique et administration

### Découpage territorial
La commune se trouve dans l'arrondissement d'Arras du département du Pas-de-Calais.

#### Commune et intercommunalités
La commune est membre de la communauté de communes Osartis Marquion qui regroupe 49 communes et totalise 42 651 habitants en 2021.

#### Circonscriptions administratives
La commune est rattachée au canton de Bapaume.

#### Circonscriptions électorales
Pour l'élection des députés, la commune fait partie de la première circonscription du Pas-de-Calais.

## Population et société

### Démographie
Les habitants sont appelés les Inchiaquois.

#### Évolution démographique
L'évolution du nombre d'habitants est connue à travers les recensements de la population effectués dans la commune depuis 1793. Pour les communes de moins de 10 000 habitants, une enquête de recensement portant sur toute la population est réalisée tous les cinq ans, les populations de référence des années intermédiaires étant quant à elles estimées par interpolation ou extrapolation. Pour la commune, le premier recensement exhaustif entrant dans le cadre du nouveau dispositif a été réalisé en 2005.

En 2022, la commune comptait 576 habitants, en évolution de −7,4 % par rapport à 2016 (Pas-de-Calais : −0,72 %, France hors Mayotte : +2,11 %).
| 1793 | 1800 | 1806 | 1821  | 1831  | 1836  | 1841  | 1846  | 1851  |
| ---- | ---- | ---- | ----- | ----- | ----- | ----- | ----- | ----- |
| 825  | 855  | 947  | 1 009 | 1 152 | 1 104 | 1 086 | 1 079 | 1 069 |

| 1856  | 1861  | 1866  | 1872  | 1876  | 1881  | 1886  | 1891  | 1896  |
| ----- | ----- | ----- | ----- | ----- | ----- | ----- | ----- | ----- |
| 1 045 | 1 079 | 1 079 | 1 112 | 1 045 | 1 016 | 1 004 | 1 042 | 1 037 |

| 1901  | 1906  | 1911  | 1921 | 1926 | 1931 | 1936 | 1946 | 1954 |
| ----- | ----- | ----- | ---- | ---- | ---- | ---- | ---- | ---- |
| 1 060 | 1 044 | 1 018 | 617  | 720  | 728  | 719  | 686  | 643  |

| 1962 | 1968 | 1975 | 1982 | 1990 | 1999 | 2005 | 2006 | 2010 |
| ---- | ---- | ---- | ---- | ---- | ---- | ---- | ---- | ---- |
| 610  | 595  | 576  | 534  | 576  | 556  | 569  | 560  | 605  |

| 2015 | 2020 | 2022 | - | - | - | - | - | - |
| ---- | ---- | ---- | - | - | - | - | - | - |
| 615  | 578  | 576  | - | - | - | - | - | - |

#### Pyramide des âges
En 2018, le taux de personnes d'un âge inférieur à 30 ans s'élève à 35,8 %, soit en dessous de la moyenne départementale (36,7 %). De même, le taux de personnes d'âge supérieur à 60 ans est de 24,1 % la même année, alors qu'il est de 24,9 % au niveau départemental.
En 2018, la commune comptait 291 hommes pour 318 femmes, soit un taux de 52,22 % de femmes, légèrement supérieur au taux départemental (51,50 %).
Les pyramides des âges de la commune et du département s'établissent comme suit.
| Hommes | Classe d’âge | Femmes |
| ------ | ------------ | ------ |
| 0,7    | 90 ou +      | 1,0    |
| 6,5    | 75-89 ans    | 7,3    |
| 16,7   | 60-74 ans    | 15,9   |
| 19,6   | 45-59 ans    | 21,2   |
| 19,2   | 30-44 ans    | 20,2   |
| 15,9   | 15-29 ans    | 15,9   |
| 21,4   | 0-14 ans     | 18,5   |

| Hommes | Classe d’âge | Femmes |
| ------ | ------------ | ------ |
| 0,5    | 90 ou +      | 1,6    |
| 5,6    | 75-89 ans    | 8,9    |
| 16,7   | 60-74 ans    | 18,1   |
| 20,2   | 45-59 ans    | 19,2   |
| 18,9   | 30-44 ans    | 18,1   |
| 18,2   | 15-29 ans    | 16,2   |
| 19,9   | 0-14 ans     | 17,9   |

## Culture locale et patrimoine

### Lieux et monuments

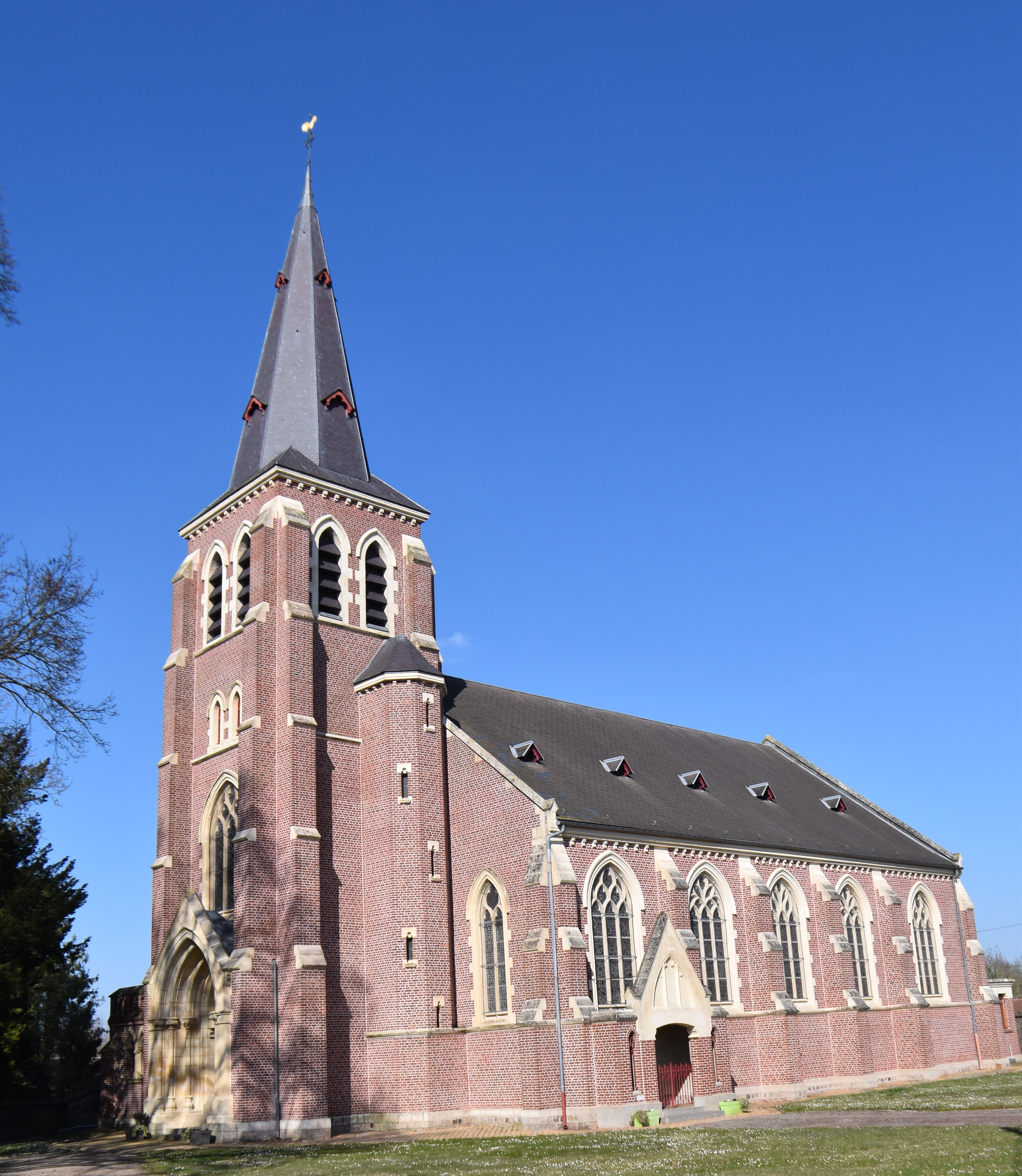
L'église Saint Martin.
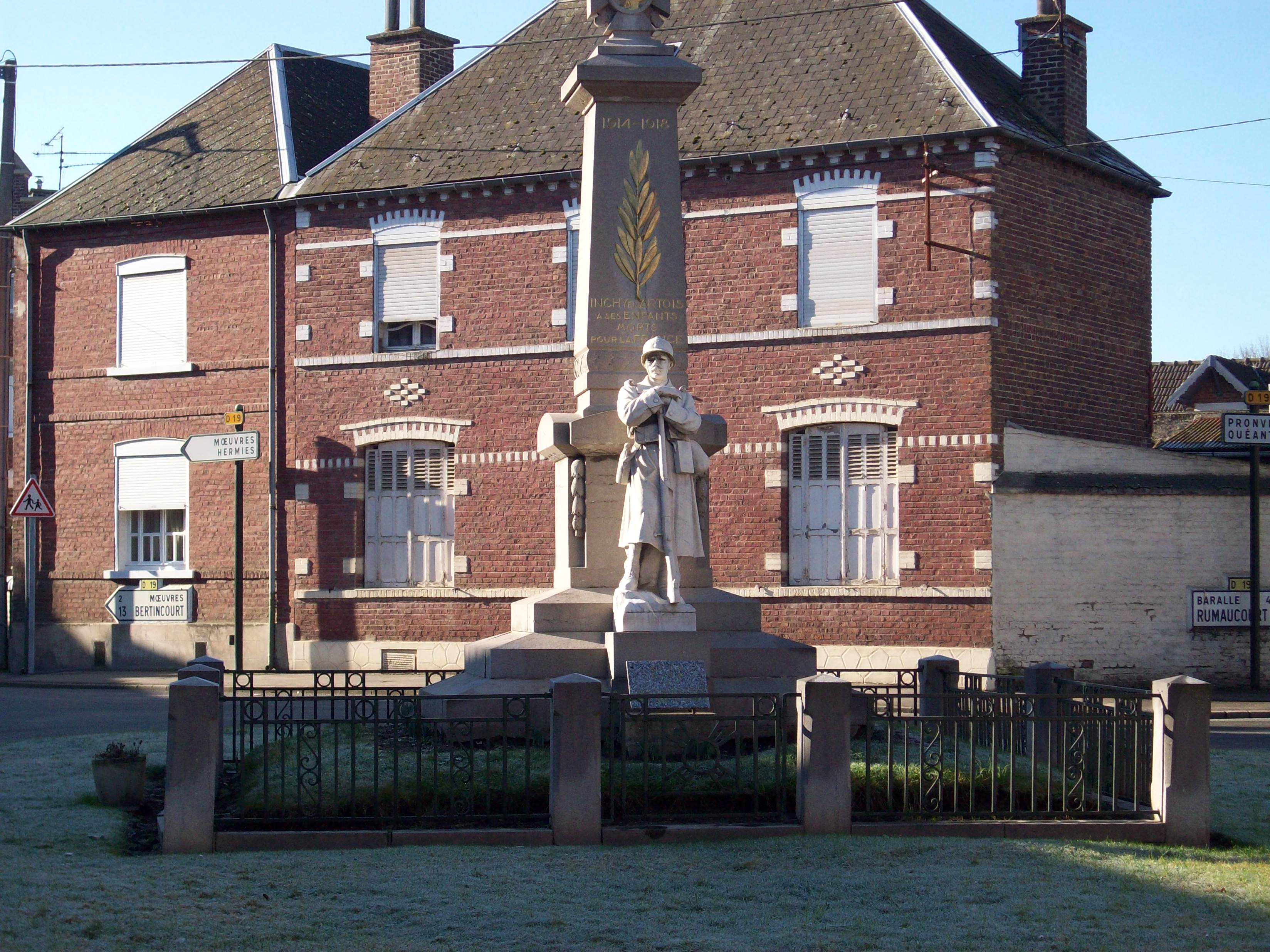
Le monument aux morts[43].

- L'église Saint Martin.
- Le monument aux morts.

### Héraldique
|  | Les armes de la ville se blasonnent ainsi : d'or aux trois fasces de sable. |

## Pour approfondir